# Fußball-Bundesliga 2020-2021
La Fußball-Bundesliga 2020-2021 è stata la 58ª edizione (111ª totale) della massima divisione del campionato di calcio tedesco. Il campionato è iniziato il 18 settembre 2020 e si è concluso il 22 maggio 2021.
Il Bayern Monaco ha conquistato il campionato per la 31ª volta, la nona consecutiva.

## Avvenimenti e stagione
Alla settima giornata, dopo la vittoria nel klassiker per 3 a 2, il Bayern Monaco si ritrova in vetta solitaria. Tra le rivelazioni di inizio stagione ci sono il neopromosso Stoccarda e le buone partenze dell'Union Berlino e del Werder Brema (lo scorso anno ad un passo dalla retrocessione).
Alla ventinovesima giornata arriva il primo verdetto della stagione, lo Schalke 04 retrocede in 2. Fußball-Bundesliga. Alla trentaduesima giornata il Bayern Monaco vince il campionato per la trentunesima volta nella sua storia, il nono “meister” consecutivo eguagliando il record dei principali campionati europei della Juventus (2012-2020).  All'ultima giornata retrocede anche il Werder Brema dopo 41 anni. La stagione vede anche il ritorno in UEFA Champions League del Wolfsburg e l'incredibile campionato dell'Union Berlino, che ottiene l'accesso alla nuova UEFA Europa Conference League all'ultima giornata. Sempre all'ultima giornata, Robert Lewandowski supera il record di reti segnate in una singola stagione (41 complessivamente).

### Novità
Le squadre neo-promosse nel campionato tedesco sono l'Arminia Bielefeld e lo Stoccarda, che sostituiscono le due squadre retrocesse della stagione precedente (Fortuna Düsseldorf e Paderborn).

### Formula
- Le 18 squadre si affrontano in un girone di andata e ritorno per un totale di 34 giornate.
- Le prime quattro squadre classificate sono ammesse alla fase a gironi della UEFA Champions League 2021-2022.
- La quinta classificata e la vincitrice della coppa nazionale sono ammesse alla fase a gironi della UEFA Europa League 2021-2022.
- La sesta classificata è ammessa ai preliminari della UEFA Europa Conference League 2021-2022.
- La terzultima classificata disputa uno spareggio promozione-retrocessione contro la terza classificata della 2. Fußball-Bundesliga 2020-2021.
- Le ultime due squadre classificate sono retrocesse direttamente in 2. Fußball-Bundesliga 2021-2022.

## Squadre partecipanti
| Club                  | Stagione | Città                 | Stadio                         | Stagione precedente                 |
| --------------------- | -------- | --------------------- | ------------------------------ | ----------------------------------- |
| Arminia Bielefeld     | dettagli | Bielefeld             | SchücoArena                    | 1º posto in 2. Bundesliga, promosso |
| Augusta               | dettagli | Augusta               | WWK Arena                      | 15º posto in Bundesliga             |
| Bayer Leverkusen      | dettagli | Leverkusen            | BayArena                       | 5º posto in Bundesliga              |
| Bayern Monaco         | dettagli | Monaco di Baviera     | Allianz Arena                  | 1º posto in Bundesliga              |
| Borussia Dortmund     | dettagli | Dortmund              | Signal Iduna Park              | 2º posto in Bundesliga              |
| Borussia M'gladbach   | dettagli | Mönchengladbach       | Stadion im Borussia-Park       | 4º posto in Bundesliga              |
| Colonia               | dettagli | Colonia               | RheinEnergieStadion            | 14º posto in Bundesliga             |
| Eintracht Francoforte | dettagli | Francoforte sul Meno  | Commerzbank-Arena              | 9º posto in Bundesliga              |
| Friburgo              | dettagli | Friburgo in Brisgovia | Schwarzwald-Stadion            | 8º posto in Bundesliga              |
| Hertha Berlino        | dettagli | Berlino               | Olympiastadion                 | 10º posto in Bundesliga             |
| Hoffenheim            | dettagli | Sinsheim              | PreZero Arena                  | 6º posto in Bundesliga              |
| Magonza               | dettagli | Magonza               | Opel Arena                     | 13º posto in Bundesliga             |
| RB Lipsia             | dettagli | Lipsia                | Red Bull Arena                 | 3º posto in Bundesliga              |
| Schalke 04            | dettagli | Gelsenkirchen         | Veltins-Arena                  | 12º posto in Bundesliga             |
| Stoccarda             | dettagli | Stoccarda             | Mercedes-Benz Arena            | 2º posto in 2. Bundesliga, promosso |
| Union Berlino         | dettagli | Berlino               | Stadion An der Alten Försterei | 11º posto in Bundesliga             |
| Werder Brema          | dettagli | Brema                 | Weserstadion                   | 16º posto in Bundesliga             |
| Wolfsburg             | dettagli | Wolfsburg             | Volkswagen-Arena               | 7º posto in Bundesliga              |

## Allenatori e primatisti
| Squadra               | Allenatore | Calciatore più presente                      | Capocannoniere                                  |
| --------------------- | --- | -------------------------------------------- | ----------------------------------------------- |
| Arminia Bielefeld     | Uwe Neuhaus (1ª-22ª) Frank Kramer (23ª-34ª)                                                                         | Stefan Ortega Ritsu Dōan Fabian Klos (34)    | Ritsu Dōan Fabian Klos (5)                      |
| Augusta               | Heiko Herrlich (1ª-31ª) Markus Weinzierl (32ª-34ª)                                                                  | Rafał Gikiewicz (34)                         | André Hahn (8)                                  |
| Bayer Leverkusen      | Peter Bosz (1ª-26ª) Hannes Wolf (27ª-34ª)                                                                           | Moussa Diaby (32)                            | Lucas Alario (11)                               |
| Bayern Monaco         | Hans-Dieter Flick                                                                                                   | Manuel Neuer (33)                            | Robert Lewandowski (41)                         |
| Borussia Dortmund     | Lucien Favre (1ª-11ª) Edin Terzić (12ª-34ª)                                                                         | Mats Hummels (33)                            | Erling Haaland (27)                             |
| Borussia M'gladbach   | Marco Rose | Matthias Ginter (34)                         | Lars Stindl (14)                                |
| Colonia               | Markus Gisdol (1ª-28ª) Friedhelm Funkel (29ª-34ª)                                                                   | Timo Horn (34)                               | Ondrej Duda (7)                                 |
| Eintracht Francoforte | Adolf Hütter | Kevin Trapp (33)                             | André Silva (28)                                |
| Friburgo              | Christian Streich                                                                                                   | Christian Günter Philipp Lienhart (34)       | Vincenzo Grifo (9)                              |
| Hertha Berlino        | Bruno Labbadia (1ª-18ª) Pál Dárdai (19ª-34ª)                                                                        | Niklas Stark (33)                            | Jhon Córdoba Matheus Cunha Krzysztof Piątek (7) |
| Hoffenheim            | Sebastian Hoeneß | Ihlas Bebou (32)                             | Andrej Kramarić (20)                            |
| Magonza               | Achim Beierlorzer (1ª-2ª) Jan-Moritz Lichte (3ª-13ª) Jan Siewert (14ª) Bo Svensson (15ª-34ª)                        | Moussa Niakhaté Jerry St. Juste (32)         | Jean-Philippe Mateta (7)                        |
| RB Lipsia             | Julian Nagelsmann                                                                                                   | Péter Gulácsi (33)                           | Marcel Sabitzer (8)                             |
| Schalke 04            | David Wagner (1ª-2ª) Manuel Baum (3ª-12ª) Huub Stevens (13ª) Christian Gross (14ª-23ª) Dīmītrīs Grammozīs (24ª-34ª) | Amine Harit (28)                             | Matthew Hoppe (6)                               |
| Stoccarda             | Pellegrino Matarazzo                                                                                                | Gregor Kobel Wataru Endō Saša Kalajdžić (33) | Saša Kalajdžić (16)                             |
| Union Berlino         | Urs Fischer | Marvin Friedrich (34)                        | Max Kruse (11)                                  |
| Werder Brema          | Florian Kohfeldt (1ª-33ª) Thomas Schaaf (34ª)                                                                       | Jiří Pavlenka Theodor Gebre Selassie (34)    | Niclas Füllkrug (6)                             |
| Wolfsburg             | Oliver Glasner | Wout Weghorst (34)                           | Wout Weghorst (20)                              |

## Classifica finale
|  | Pos. | Squadra               | Pt | G  | V  | N  | P  | GF | GS | DR  |
|  | ---- | --------------------- | -- | -- | -- | -- | -- | -- | -- | --- |
|  | 1.   | Bayern Monaco         | 78 | 34 | 24 | 6  | 4  | 99 | 44 | +55 |
|  | 2.   | RB Lipsia             | 65 | 34 | 19 | 8  | 7  | 60 | 32 | +28 |
|  | 3.   | Borussia Dortmund     | 64 | 34 | 20 | 4  | 10 | 75 | 46 | +29 |
|  | 4.   | Wolfsburg             | 61 | 34 | 17 | 10 | 7  | 61 | 37 | +24 |
|  | 5.   | Eintracht Francoforte | 60 | 34 | 16 | 12 | 6  | 69 | 53 | +16 |
|  | 6.   | Bayer Leverkusen      | 52 | 34 | 14 | 10 | 10 | 53 | 39 | +14 |
|  | 7.   | Union Berlino         | 50 | 34 | 12 | 14 | 8  | 50 | 43 | +7  |
|  | 8.   | Borussia M'gladbach   | 49 | 34 | 13 | 10 | 11 | 64 | 56 | +8  |
|  | 9.   | Stoccarda             | 45 | 34 | 12 | 9  | 13 | 56 | 55 | +1  |
|  | 10.  | Friburgo              | 45 | 34 | 12 | 9  | 13 | 52 | 52 | 0   |
|  | 11.  | Hoffenheim            | 41 | 34 | 11 | 10 | 13 | 52 | 54 | -2  |
|  | 12.  | Magonza               | 39 | 34 | 10 | 9  | 15 | 39 | 56 | -17 |
|  | 13.  | Augusta               | 36 | 34 | 10 | 6  | 18 | 36 | 54 | -18 |
|  | 14.  | Hertha Berlino        | 35 | 34 | 8  | 11 | 15 | 41 | 52 | -11 |
|  | 15.  | Arminia Bielefeld     | 35 | 34 | 9  | 8  | 17 | 26 | 52 | -26 |
|  | 16.  | Colonia               | 33 | 34 | 8  | 9  | 17 | 34 | 60 | -26 |
|  | 17.  | Werder Brema          | 31 | 34 | 7  | 10 | 17 | 36 | 57 | -21 |
|  | 18.  | Schalke 04            | 16 | 34 | 3  | 7  | 24 | 25 | 86 | -61 |

Legenda:
      Campione di Germania e ammessa alla fase a gironi della UEFA Champions League 2021-2022
      Ammesse alla fase a gironi della UEFA Champions League 2021-2022
      Ammesse alla fase a gironi della UEFA Europa League 2021-2022
      Ammessa agli spareggi della UEFA Europa Conference League 2021-2022
 Ammessa allo spareggio promozione-retrocessione contro la terza classificata della 2. Bundesliga 2020-2021
      Retrocesse in 2. Bundesliga 2021-2022
Note:
Tre punti a vittoria, uno a pareggio, zero a sconfitta.

### Squadra campione
| Formazione tipo | Giocatori (presenze)          |
| --- | ----------------------------- |
| Neuer Pavard Boateng Alaba Davies Goretzka Kimmich Müller Sané Lewandowski Coman | Manuel Neuer (33)             |
| Neuer Pavard Boateng Alaba Davies Goretzka Kimmich Müller Sané Lewandowski Coman | Benjamin Pavard (24)          |
| Neuer Pavard Boateng Alaba Davies Goretzka Kimmich Müller Sané Lewandowski Coman | Jérôme Boateng (29)           |
| Neuer Pavard Boateng Alaba Davies Goretzka Kimmich Müller Sané Lewandowski Coman | David Alaba (32)              |
| Neuer Pavard Boateng Alaba Davies Goretzka Kimmich Müller Sané Lewandowski Coman | Alphonso Davies (23)          |
| Neuer Pavard Boateng Alaba Davies Goretzka Kimmich Müller Sané Lewandowski Coman | Leon Goretzka (24)            |
| Neuer Pavard Boateng Alaba Davies Goretzka Kimmich Müller Sané Lewandowski Coman | Joshua Kimmich (27)           |
| Neuer Pavard Boateng Alaba Davies Goretzka Kimmich Müller Sané Lewandowski Coman | Leroy Sané (32)               |
| Neuer Pavard Boateng Alaba Davies Goretzka Kimmich Müller Sané Lewandowski Coman | Thomas Müller (32)            |
| Neuer Pavard Boateng Alaba Davies Goretzka Kimmich Müller Sané Lewandowski Coman | Kingsley Coman (29)           |
| Neuer Pavard Boateng Alaba Davies Goretzka Kimmich Müller Sané Lewandowski Coman | Robert Lewandowski (29)       |
| Neuer Pavard Boateng Alaba Davies Goretzka Kimmich Müller Sané Lewandowski Coman | Allenatore: Hans-Dieter Flick |
| Altri giocatori: Serge Gnabry (27), Jamal Musiala (26), Lucas Hernández (23), Eric Maxim Choupo-Moting (22), Niklas Süle (20), Javi Martínez (19), Corentin Tolisso (16), Douglas Costa (11), Bouna Sarr (8), Marc Roca (6), Tanguy Nianzou (6), Chris Richards (3), Joshua Zirkzee (3), Tiago Dantas (2), Christopher Scott (2), Alexander Nübel (1), Josip Stanišić (1), Mickaël Cuisance (1). |                               |

## Spareggio promozione-retrocessione
Allo spareggio sono ammesse la sedicesima classificata in Bundesliga e la terza classificata in 2. Fußball-Bundesliga.
|               | Risultati |               | Luogo e data            |
| ------------- | --------- | ------------- | ----------------------- |
| Colonia       | 0-1       | Holstein Kiel | Colonia, 26 maggio 2021 |
| Holstein Kiel | 1-5       | Colonia       | Kiel, 29 maggio 2021    |
|               |           |               |                         |

## Statistiche

### Squadre

#### Capoliste solitarie
|    | —— | —— | —— | ——  | ——            | ——            | ——            | ——            | ——            | ——  | ——  | ——            | ——            | ——            | ——            | ——            | ——            | ——            | ——            | ——            | ——            | ——            | ——            | ——            | ——            | ——            | ——            | ——            | ——            | ——            | ——            | ——            | ——            | —— |  |
|    |    |    |    | Lip | Bayern Monaco | Bayern Monaco | Bayern Monaco | Bayern Monaco | Bayern Monaco | Lev | Lev | Bayern Monaco | Bayern Monaco | Bayern Monaco | Bayern Monaco | Bayern Monaco | Bayern Monaco | Bayern Monaco | Bayern Monaco | Bayern Monaco | Bayern Monaco | Bayern Monaco | Bayern Monaco | Bayern Monaco | Bayern Monaco | Bayern Monaco | Bayern Monaco | Bayern Monaco | Bayern Monaco | Bayern Monaco | Bayern Monaco | Bayern Monaco | Bayern Monaco |    |  |
|    |    |    |    |     |               |               |               |               |               |     |     |               |               |               |               |               |               |               |               |               |               |               |               |               |               |               |               |               |               |               |               |               |               |    |  |
|    |    |    |    |     |               |               |               |               |               |     |     |               |               |               |               |               |               |               |               |               |               |               |               |               |               |               |               |               |               |               |               |               |               |    |  |
| 1ª | 2ª | 3ª | 4ª | 5ª  | 6ª            | 7ª            | 8ª            | 9ª            | 10ª           | 11ª | 12ª | 13ª           | 14ª           | 15ª           | 16ª           | 17ª           | 18ª           | 19ª           | 20ª           | 21ª           | 22ª           | 23ª           | 24ª           | 25ª           | 26ª           | 27ª           | 28ª           | 29ª           | 30ª           | 31ª           | 32ª           | 33ª           | 34ª           |    |  |

#### Classifica in divenire
|                   | 1ª | 2ª | 3ª | 4ª | 5ª | 6ª | 7ª | 8ª | 9ª | 10ª | 11ª | 12ª | 13ª | 14ª | 15ª | 16ª | 17ª | 18ª | 19ª | 20ª | 21ª | 22ª | 23ª | 24ª | 25ª | 26ª | 27ª | 28ª | 29ª | 30ª | 31ª | 32ª | 33ª | 34ª |
|                   |    |    |    |    |    |    |    |    |    |     |     |     |     |     |     |     |     |     |     |     |     |     |     |     |     |     |     |     |     |     |     |     |     |     |
| ----------------- | -- | -- | -- | -- | -- | -- | -- | -- | -- | --- | --- | --- | --- | --- | --- | --- | --- | --- | --- | --- | --- | --- | --- | --- | --- | --- | --- | --- | --- | --- | --- | --- | --- | --- |
| Arminia Bielefeld | 1  | 4  | 4  | 4  | 4  | 4  | 4  | 4  | 4  | 7   | 7   | 7   | 10  | 10  | 13  | 14  | 17  | 17  | 17  | 17  | 18  | 18  | 18  | 19  | 22  | 22  | 23  | 26  | 27  | 30  | 30  | 31  | 32  | 35  |
| Augusta           | 3  | 6  | 7  | 7  | 7  | 10 | 10 | 11 | 12 | 12  | 13  | 16  | 16  | 19  | 19  | 19  | 19  | 22  | 22  | 22  | 22  | 23  | 26  | 26  | 29  | 29  | 32  | 32  | 33  | 33  | 33  | 33  | 36  | 36  |
| B. Leverkusen     | 1  | 2  | 3  | 6  | 9  | 12 | 15 | 18 | 19 | 22  | 25  | 28  | 28  | 28  | 29  | 29  | 32  | 32  | 32  | 35  | 36  | 37  | 37  | 40  | 40  | 40  | 43  | 44  | 47  | 47  | 50  | 51  | 52  | 52  |
| Bayern Monaco     | 3  | 3  | 6  | 9  | 12 | 15 | 18 | 19 | 22 | 23  | 24  | 27  | 30  | 33  | 33  | 36  | 39  | 42  | 45  | 48  | 49  | 49  | 52  | 55  | 58  | 61  | 64  | 65  | 68  | 71  | 71  | 74  | 75  | 78  |
| B. Dortmund       | 3  | 3  | 6  | 9  | 12 | 15 | 15 | 18 | 18 | 19  | 19  | 22  | 22  | 25  | 28  | 29  | 29  | 29  | 32  | 32  | 33  | 36  | 39  | 39  | 42  | 43  | 43  | 46  | 49  | 52  | 55  | 58  | 61  | 64  |
| B. M'gladbach     | 0  | 1  | 4  | 5  | 8  | 11 | 11 | 12 | 15 | 16  | 17  | 18  | 18  | 21  | 24  | 25  | 28  | 31  | 32  | 32  | 33  | 33  | 33  | 33  | 33  | 36  | 39  | 40  | 43  | 43  | 46  | 46  | 46  | 49  |
| Colonia           | 0  | 0  | 0  | 1  | 2  | 2  | 3  | 3  | 6  | 7   | 10  | 10  | 11  | 11  | 11  | 12  | 15  | 15  | 18  | 21  | 21  | 21  | 21  | 22  | 22  | 23  | 23  | 23  | 23  | 26  | 29  | 29  | 30  | 33  |
| E. Francoforte    | 1  | 4  | 7  | 8  | 8  | 9  | 10 | 11 | 12 | 13  | 13  | 14  | 17  | 20  | 23  | 26  | 27  | 30  | 33  | 36  | 39  | 42  | 42  | 43  | 44  | 47  | 50  | 53  | 53  | 56  | 56  | 57  | 57  | 60  |
| Friburgo          | 3  | 4  | 4  | 5  | 6  | 6  | 6  | 6  | 7  | 8   | 11  | 14  | 17  | 20  | 23  | 23  | 24  | 27  | 27  | 30  | 31  | 31  | 34  | 34  | 34  | 37  | 37  | 37  | 40  | 40  | 41  | 44  | 45  | 45  |
| Hertha Berlino    | 3  | 3  | 3  | 3  | 3  | 4  | 7  | 7  | 8  | 11  | 12  | 13  | 13  | 16  | 16  | 17  | 17  | 17  | 17  | 17  | 18  | 18  | 18  | 21  | 21  | 24  | 25  | 26  | 26* | 26* | 26* | 31* | 35* | 35  |
| Hoffenheim        | 3  | 6  | 6  | 6  | 7  | 7  | 7  | 8  | 9  | 12  | 12  | 12  | 15  | 15  | 15  | 16  | 19  | 22  | 22  | 22  | 23  | 26  | 27  | 30  | 30  | 30  | 30  | 31  | 32  | 35  | 36  | 39  | 40  | 43  |
| Magonza           | 0  | 0  | 0  | 0  | 0  | 0  | 1  | 4  | 5  | 5   | 5   | 6   | 6   | 6   | 6   | 7   | 7   | 10  | 10  | 13  | 14  | 17  | 17  | 18  | 21  | 24  | 25  | 28  | 28* | 31  | 34  | 36* | 36  | 39  |
| RB Lipsia         | 3  | 4  | 7  | 10 | 13 | 13 | 16 | 17 | 20 | 21  | 24  | 27  | 28  | 31  | 31  | 32  | 35  | 35  | 38  | 41  | 44  | 47  | 50  | 53  | 54  | 57  | 57  | 60  | 61  | 61  | 64  | 64  | 65  | 65  |
| Schalke 04        | 0  | 0  | 0  | 1  | 1  | 2  | 3  | 3  | 3  | 3   | 4   | 4   | 4   | 4   | 7   | 7   | 7   | 7   | 8   | 8   | 9   | 9   | 9   | 10  | 10  | 10  | 10  | 13  | 13  | 13  | 13  | 13  | 16  | 16  |
| Stoccarda         | 0  | 3  | 4  | 7  | 8  | 9  | 10 | 11 | 11 | 14  | 17  | 18  | 18  | 18  | 21  | 22  | 22  | 22  | 25  | 25  | 26  | 29  | 32  | 33  | 36  | 36  | 39  | 39  | 39  | 39  | 39  | 42  | 45  | 45  |
| Union Berlino     | 0  | 1  | 4  | 5  | 6  | 9  | 12 | 15 | 16 | 16  | 17  | 18  | 21  | 24  | 25  | 28  | 28  | 28  | 29  | 29  | 30  | 33  | 34  | 35  | 38  | 38  | 39  | 40  | 43  | 43  | 46  | 46  | 47  | 50  |
| Werder Brema      | 0  | 3  | 6  | 7  | 8  | 9  | 10 | 11 | 11 | 11  | 11  | 11  | 14  | 14  | 15  | 18  | 18  | 21  | 22  | 22* | 23  | 23  | 26  | 27  | 30* | 30  | 30  | 30  | 30  | 30  | 30  | 31  | 31  | 31  |
| Wolfsburg         | 1  | 2  | 3  | 4  | 7  | 8  | 11 | 14 | 17 | 18  | 21  | 21  | 24  | 24  | 25  | 26  | 29  | 32  | 35  | 38  | 39  | 42  | 45  | 45  | 48  | 51  | 54  | 54  | 54  | 57  | 57  | 60  | 61  | 61  |

#### Primati stagionali
Squadre
- Maggior numero di vittorie: Bayern Monaco (24)
- Maggior numero di pareggi: Union Berlino (14)
- Maggior numero di sconfitte: Schalke 04 (24)
- Minor numero di vittorie: Schalke 04 (3)
- Minor numero di pareggi: Borussia Dortmund (4)
- Minor numero di sconfitte: Bayern Monaco (4)
- Miglior attacco: Bayern Monaco (99 gol fatti)
- Peggior attacco: Schalke 04 (25 gol fatti)
- Miglior difesa: RB Lipsia (32 gol subiti)
- Peggior difesa: Schalke 04 (86 gol subiti)
- Miglior differenza reti: Bayern Monaco (+55)
- Peggior differenza reti: Schalke 04 (-61)
- Miglior serie positiva: Bayer Leverkusen (9, 4ª-12ª giornata)
- Peggior serie negativa: Schalke 04, (7, 8ª-14ª giornata) e Werder Brema (7, 25ª-31ª giornata)
- Maggior numero di vittorie consecutive: Bayer Leverkusen (9, 4ª-12ª giornata)

Partite
- Più gol (8): Bayern Monaco-Schalke 04 8-0 (1ª giornata)
- Maggior scarto di gol: Bayern Monaco-Schalke 04 8-0 (8 gol di scarto)
- Maggior numero di reti in una giornata: 36 (1ª, 7ª e 18ª giornata)
- Minor numero di reti in una giornata: 19 (4ª, 13ª e 27ª giornata)

### Individuali

#### Classifica marcatori
| Gol | Rigori |  | Giocatore            | Squadra                  |
| --- | ------ |  | -------------------- | ------------------------ |
| 41  | 8      |  | Robert Lewandowski   | Bayern Monaco            |
| 28  | 7      |  | André Silva          | Eintracht Francoforte    |
| 27  | 2      |  | Erling Haaland       | Borussia Dortmund        |
| 20  | 5      |  | Andrej Kramarić      | Hoffenheim               |
| 20  | 2      |  | Wout Weghorst        | Wolfsburg                |
| 16  |        |  | Saša Kalajdžić       | Stoccarda                |
| 14  | 6      |  | Lars Stindl          | Borussia Mönchengladbach |
| 11  | 2      |  | Lucas Alario         | Bayer Leverkusen         |
| 11  | 5      |  | Max Kruse            | Union Berlino            |
| 11  | 1      |  | Thomas Müller        | Bayern Monaco            |
| 11  | 3      |  | Silas Katompa Mvumpa | Stoccarda                |
| 10  |        |  | Serge Gnabry         | Bayern Monaco            |
| 9   |        |  | Leon Bailey          | Bayer Leverkusen         |
| 9   |        |  | Ihlas Bebou          | Hoffenheim               |
| 9   | 4      |  | Vincenzo Grifo       | Friburgo                 |
| 9   |        |  | Patrik Schick        | Bayer Leverkusen         |